# Uniwersytet Filipiński
Uniwersytet Filipiński (UP) (ang. University of the Philippines, tagalski Unibersidad ng Pilipinas) – państwowy uniwersytet na Filipinach, mający 7 uniwersytetów składowych w 12 kampusach w całym kraju zorganizowanych jako system uniwersytetów.
Uniwersytet został założony 18 czerwca 1908 w Manili przez pierwsze Zgromadzenie Filipińskie podczas panowania amerykańskiego.  W 1949 roku, po II wojnie światowej, główne biura uniwersytetu przeniesiono do nowego kampusu głównego w Diliman, Quezon City (Narodowy Region Stołeczny, aglomeracja manilska).  Rezolucja Senatu w 2008 roku uznała system Uniwersytetu Filipińskiego za najważniejszy uniwersytet na Filipinach.
Uniwersytet Filipiński ukończyło wielu filipińskich intelektualistów i urzędników. 
7 prezydentów Filipin studiowało na uniwersytecie na studiach licencjackich czy podyplomowych. 12 prezesów Sądu Najwyższego, 36 artystów narodowych, oraz 34 naukowców narodowych Filipin jest powiązanych z uniwersytetem.